# Khaónok
A khaónok az Epiruszt lakó három fő nép egyike. Területük a Thyamis folyó és az Akrokerauni-hegyvidék között terült el. A görögök barbároknak tartották őket, Thuküdidész munkájában fordulnak elő.